# Sky (東方神起の曲)
「Sky」（スカイ）は、東方神起の楽曲である。2006年8月16日にrhythm zoneより日本での7作目のシングルとして発売された。

## 概要
前作『Begin』より約2ヶ月ぶりのリリース。
[CD]（品番: RZCD - 45427）、[CD+DVD]（品番: RZCD - 45426/B） 仕様の2形態でリリースされ、DVDには表題曲「Sky」のビデオ・クリップが収録され、[CD] 仕様には「明日は来るから」のクラブ・ミックスバージョンが収録されている。またそれぞれ初回特典としてDVDにはオフショット映像、[CD]には12Pブックレットが付属。
売上枚数2.4万枚を記録して2006年8月28日付のオリコン週間シングルランキングで初登場6位を獲得。自身およびアジア圏のアーティスト初のオリコン週間チャートTOP10入りとなった。

## 収録内容

### ［CD］
| #         | タイトル                              | 作詞            | 作曲        | 編曲                                                                       | 時間  |
| --------- | ------------------------------------- | --------------- | ----------- | -------------------------------------------------------------------------- | ----- |
| 1.        | 「Sky」                               | H.U.B           | h-wonder    | h-wonder                                                                   | 5:34  |
| 2.        | 「NO PAIN NO GAIN」                   | H.U.B           | Tatta Works | AKIRA                                                                      | 3:52  |
| 3.        | 「明日は来るから」(2 Future club mix) | 小山内舞 妹尾武 | 妹尾武      | - 中野定博 - Hideaki Ninomiya（ボーカルアレンジ） - 田中栄一（ミキシング） | 5:46  |
| 4.        | 「Sky」(Less Vocal)                   |                 |             |                                                                            | 5:33  |
| 5.        | 「NO PAIN NO GAIN」(Less Vocal)       |                 |             |                                                                            | 3:50  |
| 合計時間: | 合計時間:                             | 合計時間:       | 合計時間:   | 合計時間:                                                                  | 24:35 |

### ［CD+DVD］
| #         | タイトル                        | 作詞      | 作曲        | 編曲      | 時間  |
| --------- | ------------------------------- | --------- | ----------- | --------- | ----- |
| 1.        | 「Sky」                         | H.U.B     | h-wonder    | h-wonder  | 5:34  |
| 2.        | 「NO PAIN NO GAIN」             | H.U.B     | Tatta Works | AKIRA     | 3:52  |
| 3.        | 「Sky」(Less Vocal)             |           |             |           | 5:33  |
| 4.        | 「NO PAIN NO GAIN」(Less Vocal) |           |             |           | 3:50  |
| 合計時間: | 合計時間:                       | 合計時間: | 合計時間:   | 合計時間: | 18:49 |

| #  | タイトル                | 作詞 | 作曲・編曲 | 監督           |
| -- | ----------------------- | ---- | ---------- | -------------- |
| 1. | 「Sky」(Video Clip)     |      |            | Tsuyoshi Inoue |
| 2. | 「Sky」(Off Shot Movie) |      |            |                |

## 曲の解説
1. Sky
韓国で発売された「Hi Ya Ya 夏の日」に次ぐサマーソングで、ジェジュンは「『Hi Ya Ya 夏の日』は洋楽っぽいノリだけど、『Sky』は日本の夏というイメージ」「メロディにも日本っぽさを感じるから、また新しい夏ソングが東方神起のナンバーに加わった感じがする」と語っている[3]。
曲中のラップ部分は、ユチョンとユンホによって書かれたもので、それぞれ「夏の愛」、「波の音」や「夏の海」を思い出しながら書いた[4][5]。
ギターの演奏は、鈴木賢司が担当。
ビデオ・クリップは、サイパンで2泊3日のスケジュールで撮影されたもの[5]。
次作『miss you/“O”-正・反・合』にはリミックスバージョン「Sky (TVP UTA'S MIX)」、28thシングル『Stand by U』にはボーナス・トラックとしてオリジナルバージョンが再収録された。
2. NO PAIN NO GAIN
ダンス・ナンバー[4]。 曲のイメージについて、ユチョンは「『Sky』が夏の朝なら、『NO PAIN NO GAIN』は夏の夜というイメージ」と語っている[6]。
曲名は「痛みなくして、成功は得られない」という意味を持つ英語で、歌詞もそれを反映したもの[6]。
3. 明日は来るから (2 Future club mix)
4thシングルのリミックスバージョン。

## タイアップ
- B-R「サーティワンアイスクリーム」CMソング（#1）
- エムティーアイ「music.jp」CMソング（#1）